# Lena Urbaniak
Lena Urbaniak (* 31. Oktober 1992 in Schwäbisch Gmünd, Baden-Württemberg) ist eine ehemalige deutsche Leichtathletin, die sich auf das Kugelstoßen spezialisiert hatte.

## Berufsweg
Ab 2008 besuchte Urbaniak das Internat des Olympiastützpunktes Stuttgart und das Wirtemberg-Gymnasium in Stuttgart und wurde im Rahmen der Dualen Karriere Sportsoldatin und Management-Studentin an der HS Ansbach. Mitte Februar 2018 reichte Urbaniak ihre Bachelorarbeit ein.

## Sportliche Karriere
Dem Mutter-Kind-Turnen folgten Handball und Karate. Mit 14 Jahren entschied sich Urbaniak für die Leichtathletik, weil diese ihr am meisten Spaß machte.

Nach vielen nationalen und internationalen Siegen im Jugend- und Juniorenbereich und mehreren Medaillen bei den Aktiven, wurde Urbaniak 2015 zum ersten Mal Deutsche Meisterin bei den Aktiven, als sie sich bei den Deutschen Hallenmeisterschaften 2015 den Titel holte.
Bei der Universiade 2015 in Gwangju (Südkorea) siegte sie nicht nur im Kugelstoßen, sondern erreichte auch erstmals die 18-Meter-Marke mit exakt 18,00 m.
Seitdem Urbaniak als Studentin an der Hochschule Ansbach startberechtigt ist, wurde sie 2016 zum vierten Mal in Folge Deutsche Hochschulmeisterin in der Halle und im Freien.
Mit einem Sieg und neuer persönlichen Bestleistung in der Halle von 18,32 m schloss sie die Deutschen Hallenmeisterschaften 2016 ab. Bei den Hallenweltmeisterschaften 2016 in Portland (Oregon), ihrer ersten WM-Teilnahme, kam Urbaniak auf den 7. Platz. Bei den Olympischen Spielen in Rio de Janeiro schied sie in der Qualifikation aus.
2017 belegte Urbaniak bei den Deutschen Hochschulmeisterschaften den zweiten Platz, und der Allgemeine Deutsche Hochschulsportverband (adh) nominierte sie für die Sommer-Universiade in Taipeh, wo sie auf den 7. Platz kam.
2018 wurde sie Deutsche Hochschulmeisterin in der Halle und Deutsche Hallenvizemeisterin. Mit der Mannschaft belegte Urbaniak den 1. Platz beim Winterwurf-Europacup in Leiria, wozu sie durch einen 9. Rang im Einzel beitrug. Mitte Juni gab sie bekannt, dass sie aufgrund von körperlichen Beschwerden nicht mehr trainieren könne und die Saison beenden müsse.
2019 startete Urbaniak nicht in der Hallensaison und gab Ende Februar ihren Rücktritt vom Leistungssport bekannt, da ihr ihre Gesundheit wichtig sei.

## Vereinszugehörigkeiten
Urbaniak startete für die LG Filstal, und ihre Trainer waren Peter Salzer und vormals Roland Mäußnest.

## Ehrungen
- Eliteschülerin des Jahres 2010 an der Eliteschule des Sports Stuttgart
- Hochschulsportlerin des Jahres 2015 des Allgemeinen Deutschen Hochschulsportverbandes (adh)

## Trivia
Ihre eineinhalb Jahre jüngere Schwester Katinka war im Kugelstoßen im Finale bei den Olympischen Jugend-Sommerspielen 2010 und holte 2011 Bronze bei den U18-Weltmeisterschaften.

## Erfolge
national
- 2009: Deutsche B-Jugendmeisterin
- 2010: Deutsche Jugendmeisterin
- 2011: Deutsche Jugendhallenmeisterin
- 2013: 3. Platz Deutsche Meisterschaften
- 2013: Deutsche Juniorenvizemeisterin (U23)
- 2014: Deutsche Vizemeisterin
- 2014: 3. Platz Deutsche Juniorenmeisterschaften (U23)
- 2015: Deutsche Vizemeisterin
- 2015: Deutsche Hallenmeisterin
- 2016: Deutsche Hallenmeisterin
- 2016: Deutsche Vizemeisterin
- 2017: 4. Platz Deutsche Meisterschaften
- 2018: Deutsche Hallenvizemeisterin

international
- 2009: U18-Weltmeisterin
- 2011: U20-Europameisterin
- 2013: 3. Platz U23-Europameisterschaften
- 2015: 11. Platz Halleneuropameisterschaften
- 2015: Gold Sommer-Universiade
- 2016: 7. Platz Hallenweltmeisterschaften
- 2018: Winterwurf-Europacup (1. Platz Mannschaft, 9. Platz Einzel)